# Thecamoeba pulchra
Thecamoeba pulchra – gatunek eukariotów należący do rzędu
Thecamoebida z supergrupy Amoebozoa.
Trofozoit osiąga wielkość 75 μm. Występuje w Zatoce Gdańskiej.